# Eucheilopora labellosa
Eucheilopora labellosa är en mossdjursart som beskrevs av Lang 1916. Eucheilopora labellosa ingår i släktet Eucheilopora och familjen Cribrilinidae. Inga underarter finns listade i Catalogue of Life.